# Wybory prezydenckie we Francji w 2012 roku
Wybory prezydenckie we Francji w 2012 roku odbyły się w niedziele 22 kwietnia oraz dwa tygodnie później 6 maja 2012. W pierwszej turze prezentowało się dziesięciu kandydatów, do drugiej zostało wyłonionych dwóch: François Hollande i Nicolas Sarkozy.
6 maja 2012 wybory wygrał socjalista François Hollande, zdobywając 51,64% głosów (18 000 668 głosów). Nicolas Sarkozy zajmował urząd prezydencki do 15 maja 2012, po czym wycofał się z życia politycznego.

## Kwalifikacje do pierwszej tury głosowania
Aby móc zaprezentować się w pierwszej turze wyborów, kandydat musi zebrać podpisy co najmniej pięciuset osób demokratycznie wybranych na stanowisko w jakiejś instytucji publicznej. Istnieje we Francji około 47 000 mandatów odpowiadającym tym kryteriom, niemniej ze względu na możliwość łączenia mandatów, w rzeczywistości kandydaci muszą ubiegać się o poparcie pięciuset wśród 42 000 „wybranych”. Mogą to być burmistrzowie, radni, posłowie, senatorowie, członkowie Parlamentu Europejskiego. 19 marca 2012 Rada Konstytucyjna zatwierdziła kandydatury dziesięciu kandydatów ubiegających się o urząd prezydenta Francji. Corinne Lepage nie udało się zdobyć wystarczającej liczby głosów, a Dominique de Villepin, mimo zebranych podpisów, zrezygnował z ubiegania się o urząd.

## Przebieg wyborów
Terytoria zależne głosowały dzień przed metropolią, w sobotę 21 kwietnia 2012. Dyspozycja ta dotyczyła Antyli Francuskich, Saint-Pierre i Miquelon, Polinezji, jak i konsulatów usytuowanych w krajach kontynentu amerykańskiego, w tym na Hawajach.
22 kwietnia głosowały natomiast Francja metropolitalna, Gwadelupa, Majotta, Nowa Kaledonia, wyspy Wallis i Futuna i inne ambasady i konsulaty zagraniczne
Frankofońskie media belgijskie i szwajcarskie podawały częściowe wyniki wyborów przed ustawową godziną 20, ze względu na inne legislacje dotyczące ciszy wyborczej panujące w tych dwóch krajach.
Frekwencja w I turze wyborów wyniosła 79,47%.
W ciągu dwóch tygodni, które dzieliły obie tury wyborów, kandydaci którzy nie przeszli do drugiej tury wypowiedzieli się na temat ewentualnego poparcia dla jednego z dwóch głównych kandydatów. Jean-Luc Mélenchon i Eva Joly od 22 kwietnia zajęli jednoznaczne stanowisko na rzecz François Hollande’a. Zgodnie z przewidywaniami, Marine Le Pen ogłosiła 1 maja 2012, że odda głos nieważny (vote blanc); Nicolas Sarkozy mimo tego dołączył do swego programu niektóre z propozycji wyborczych Le Pen, by przyciągnąć jej elektorat. Centrysta François Bayrou, mimo że historycznie bliższy jest prawicy (m.in. partii Sarkozy’ego), stwierdził podczas oczekiwanej konferencji prasowej, że on sam głosować będzie na Hollande’a.

## Kandydaci

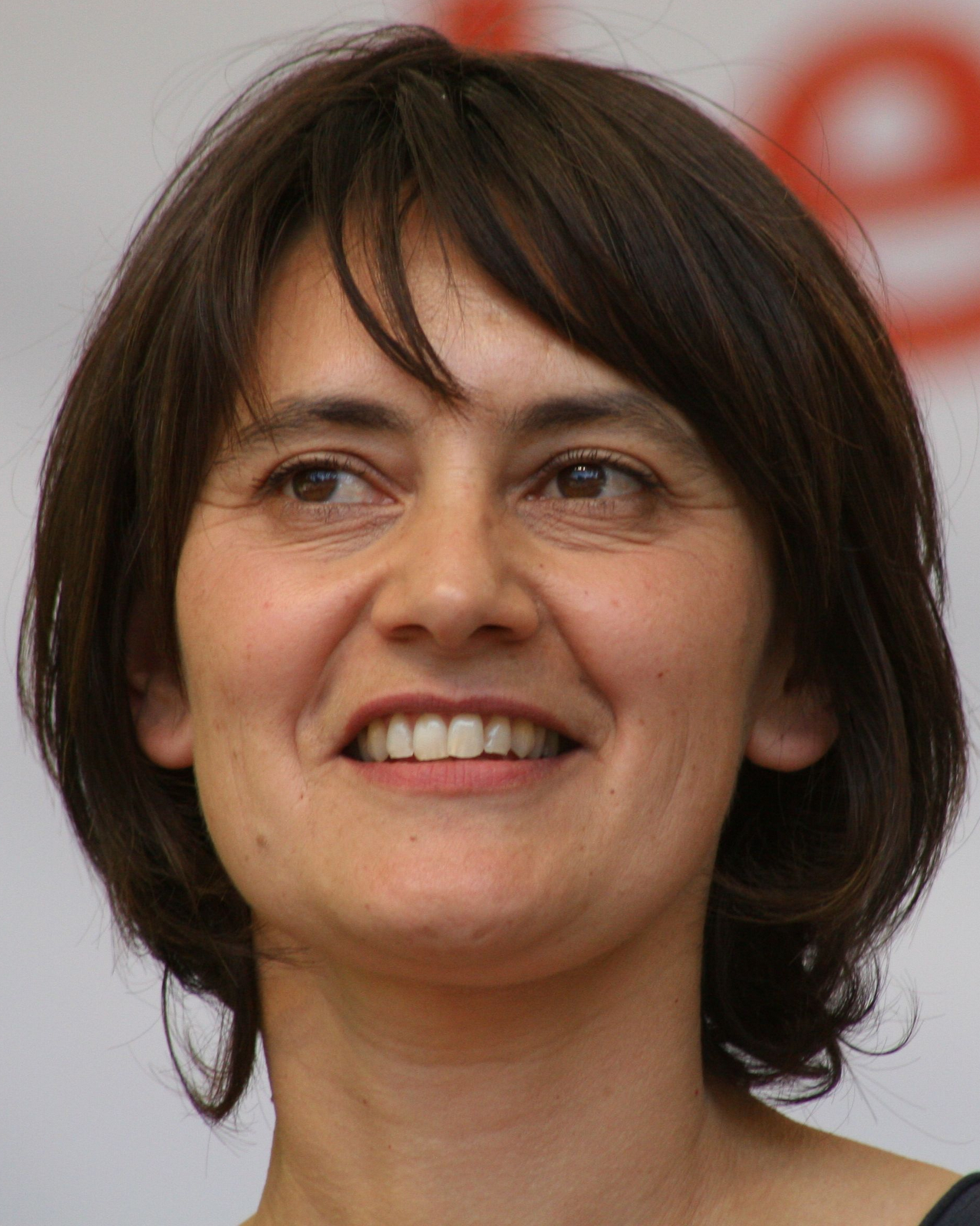
Nathalie Arthaud Walka Robotnicza
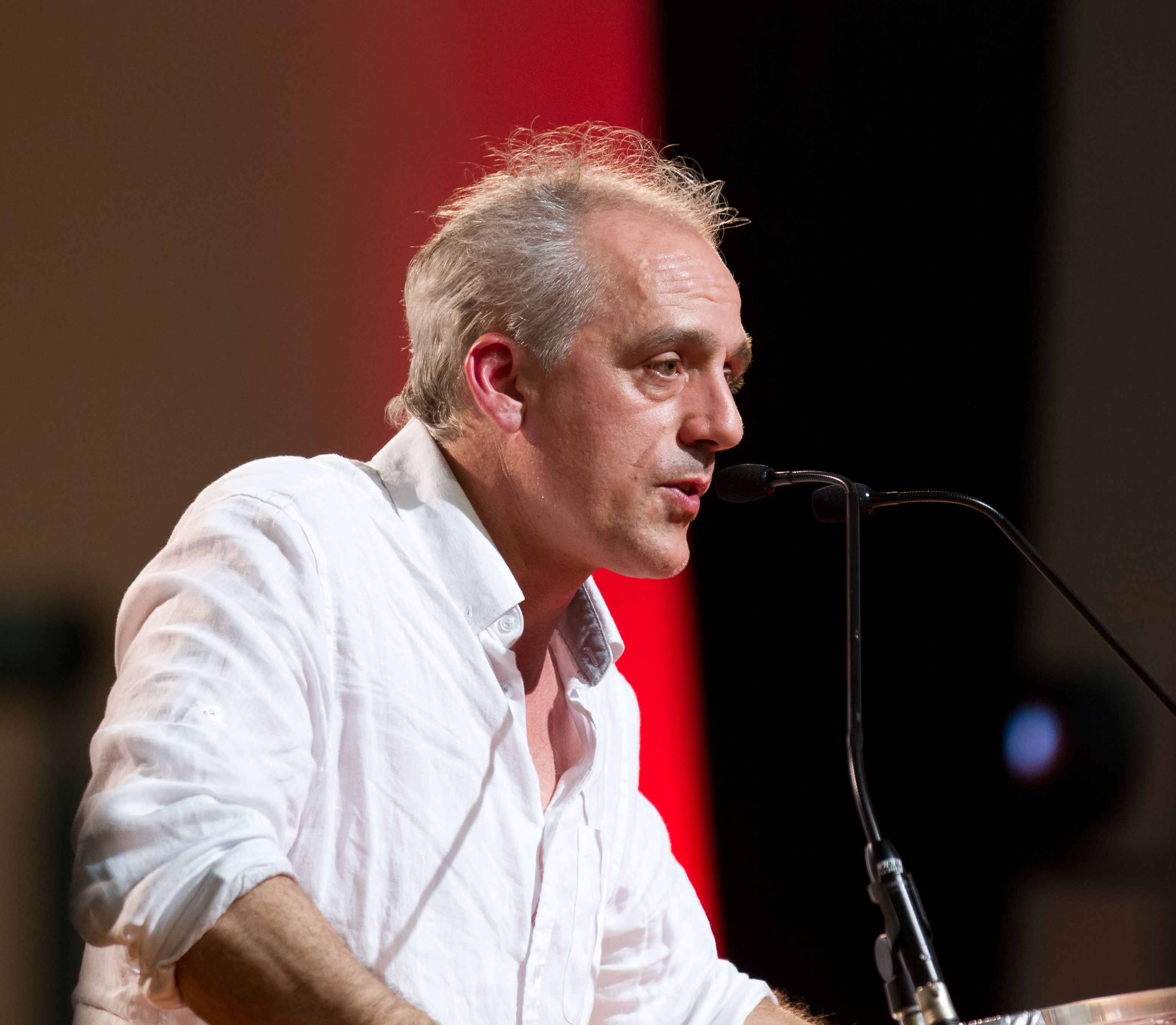
Philippe Poutou Nowa Partia Antykapitalistyczna
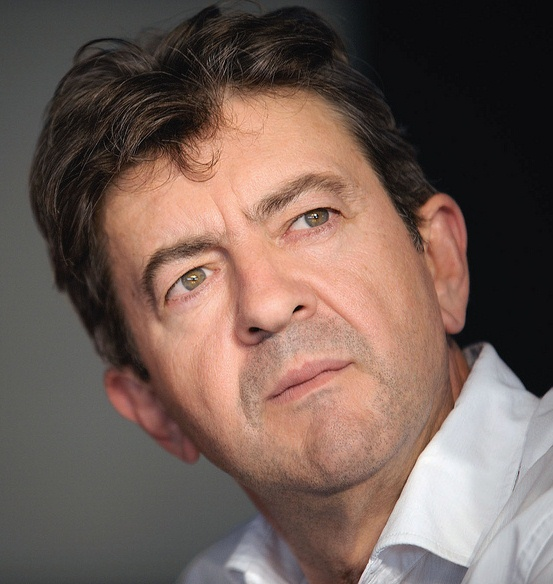
Jean-Luc Mélenchon Front Lewicy
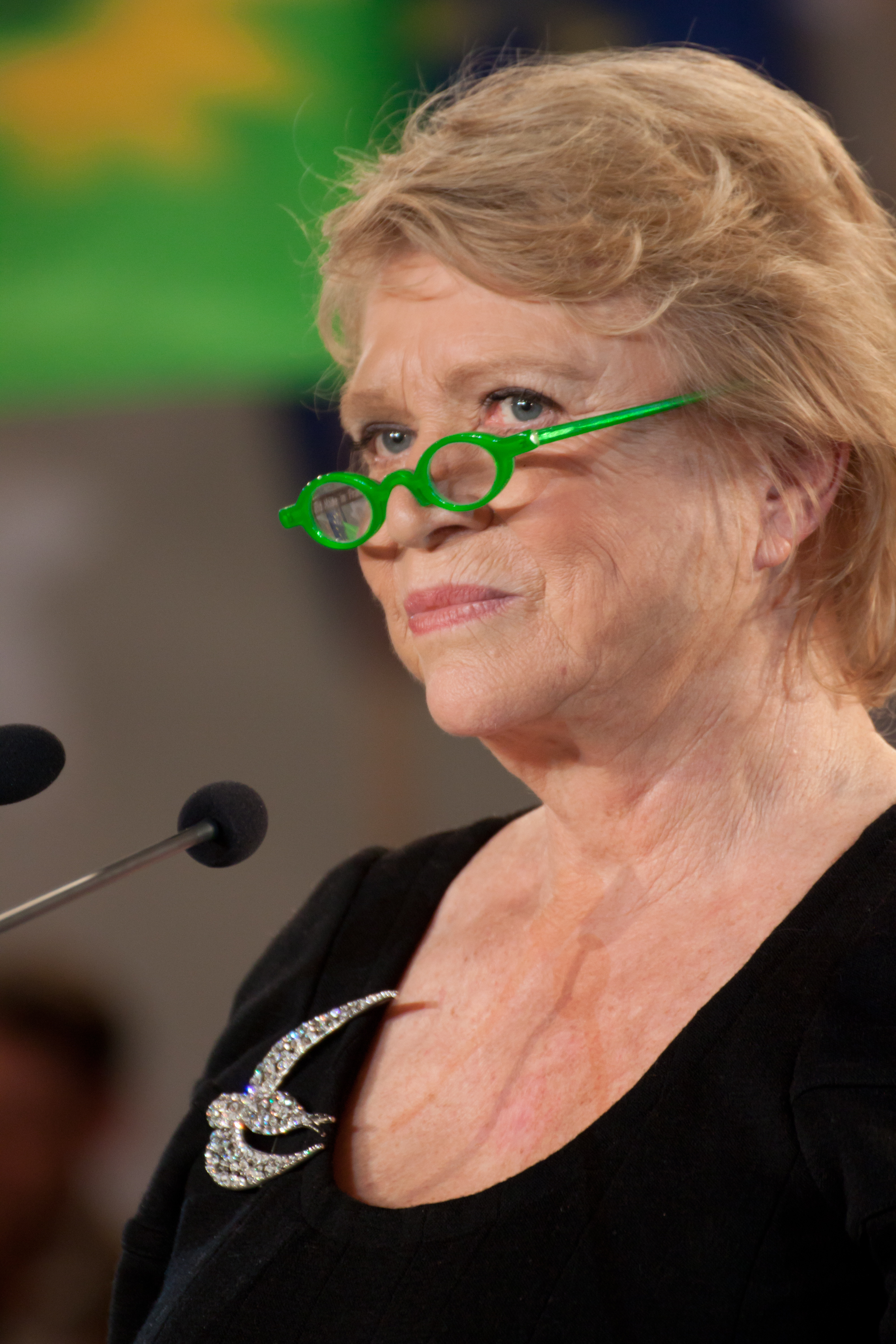
Eva Joly Europa Ekologia – Zieloni
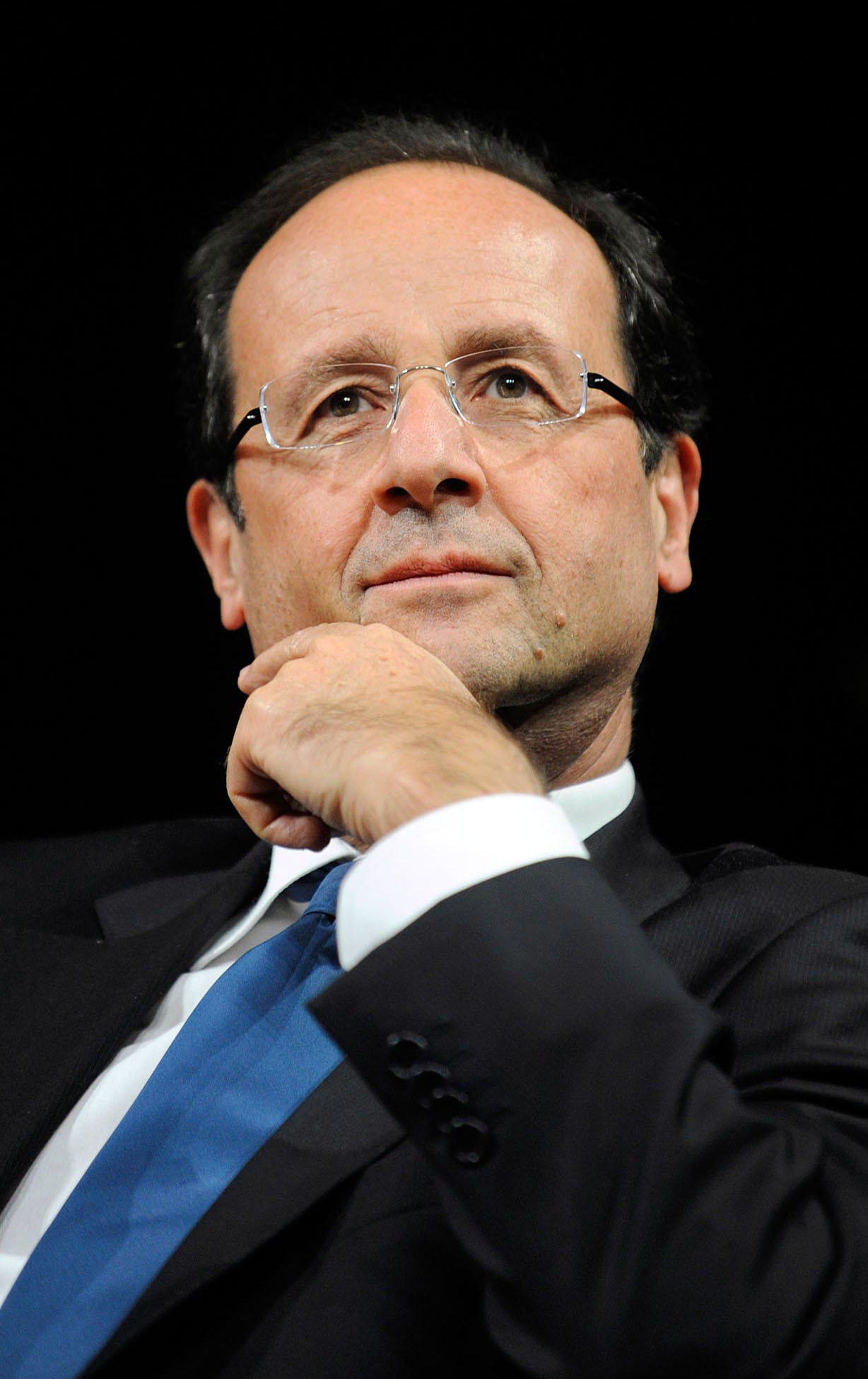
François Hollande Partia Socjalistyczna
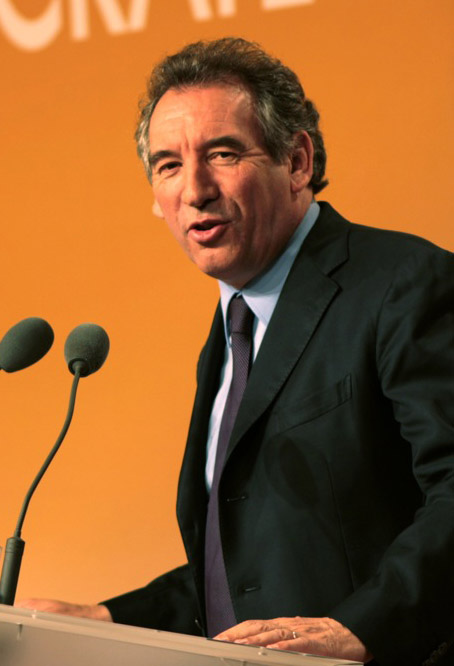
François Bayrou Ruch Demokratyczny
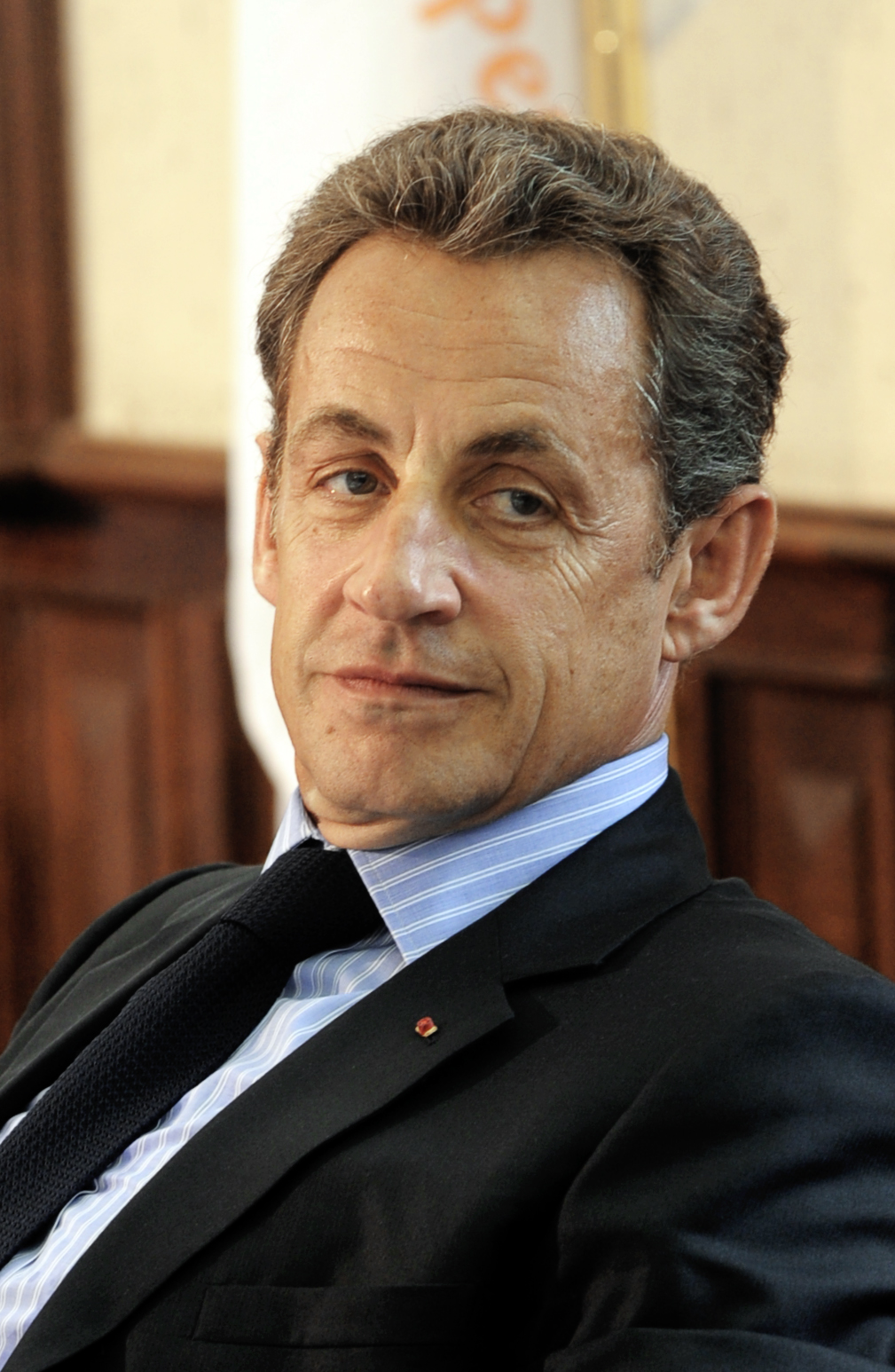
Nicolas Sarkozy Unia na rzecz Ruchu Ludowego
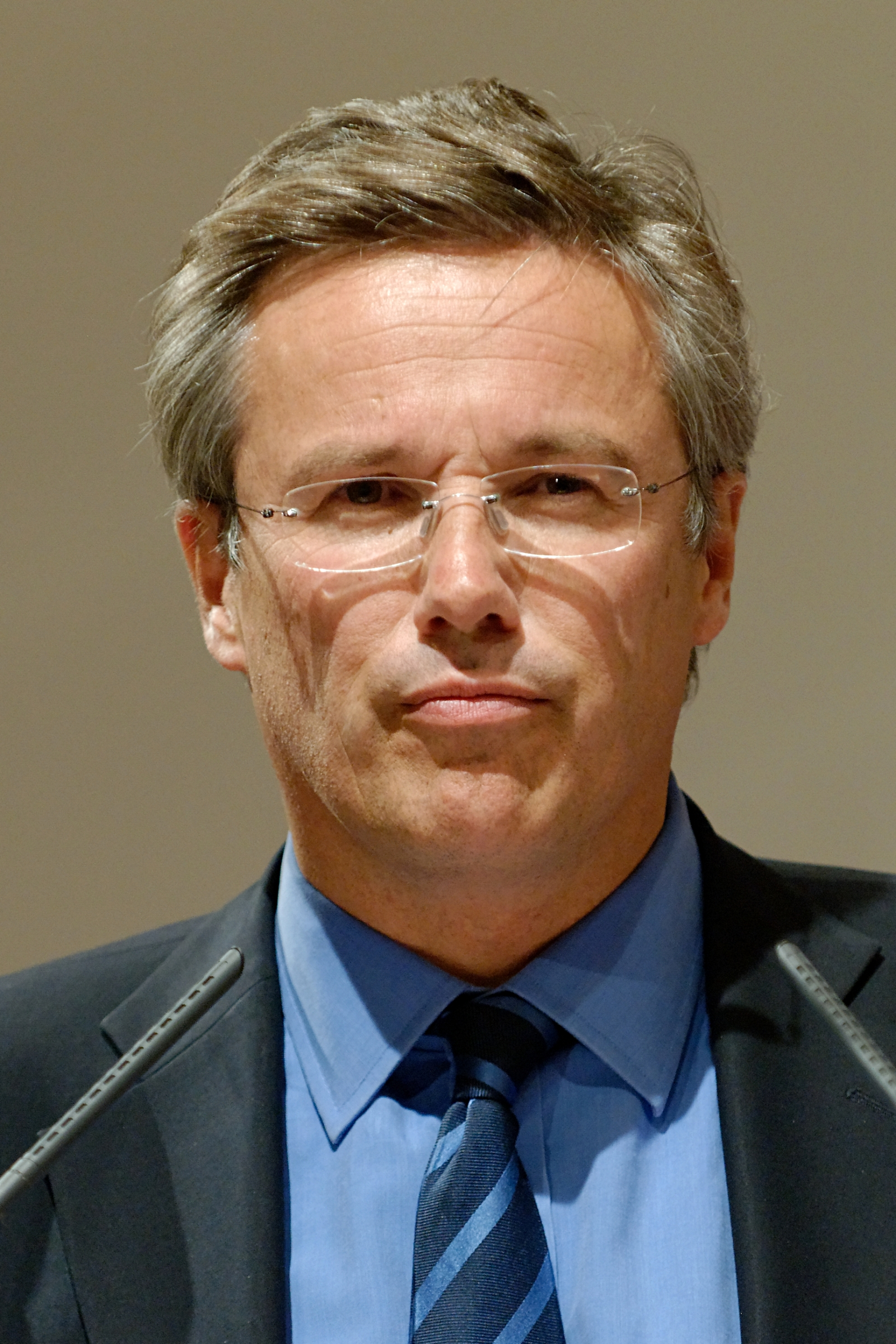
Nicolas Dupont-Aignan Powstań Republiko
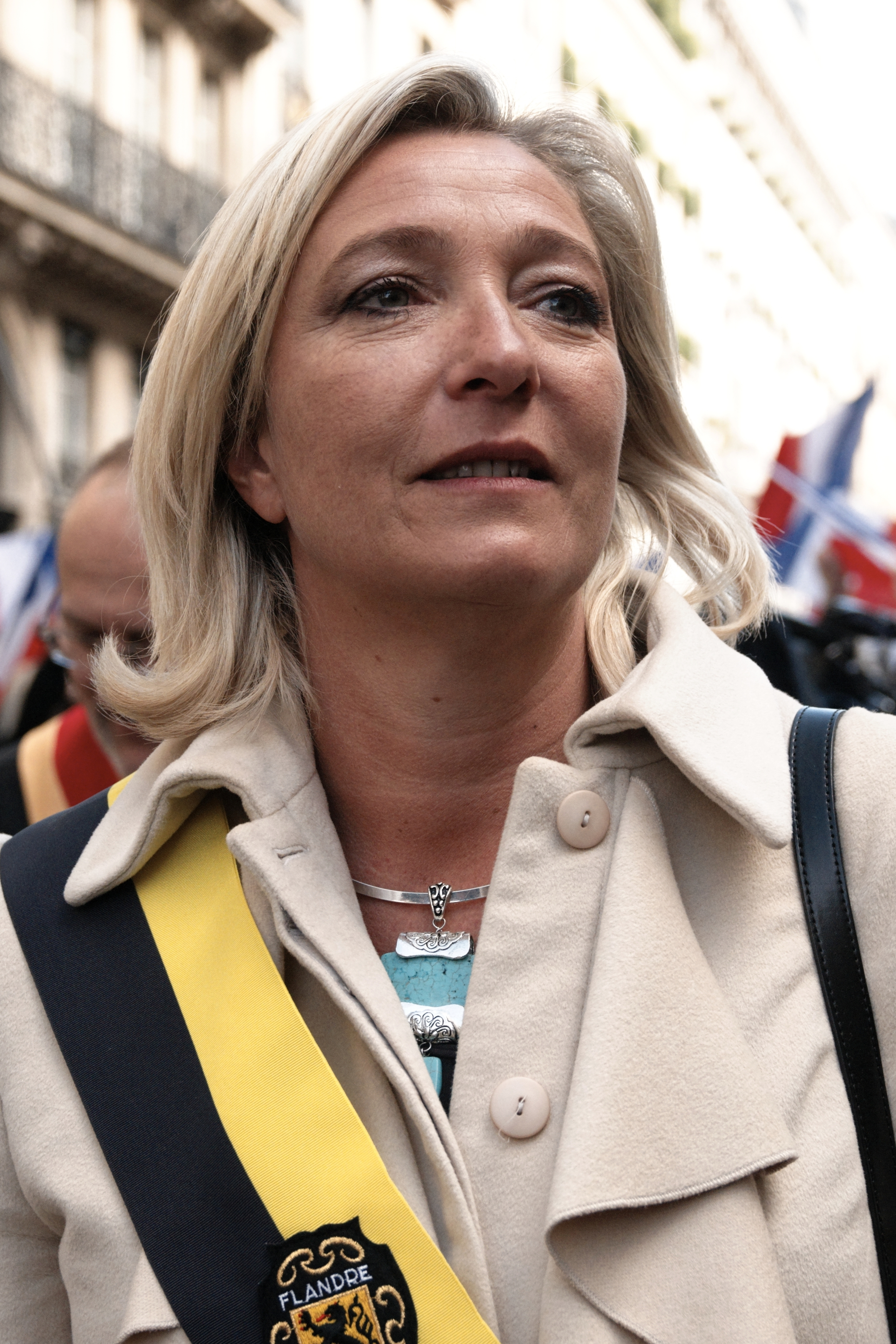
Marine Le Pen Front Narodowy

## Rezultaty

### I tura wyborów[13]
| Wybory prezydenckie we Francji w 2012 roku | Wybory prezydenckie we Francji w 2012 roku | Wybory prezydenckie we Francji w 2012 roku | Wybory prezydenckie we Francji w 2012 roku | Wybory prezydenckie we Francji w 2012 roku | Wybory prezydenckie we Francji w 2012 roku | Wybory prezydenckie we Francji w 2012 roku | Wybory prezydenckie we Francji w 2012 roku | Wybory prezydenckie we Francji w 2012 roku | Wybory prezydenckie we Francji w 2012 roku |
| ------------------------------------------ | ------------------------------------------ | ------------------------------------------ | ------------------------------------------ | ------------------------------------------ | ------------------------------------------ | ------------------------------------------ | ------------------------------------------ | ------------------------------------------ | ------------------------------------------ |
|                                            |                                            |                                            |                                            |                                            |                                            |                                            |                                            |                                            |                                            |
|                                            |                                            | Liczba                                     | Liczba                                     | % zapisanych                               | % zapisanych                               | % głosujących                              | % głosujących                              |                                            |                                            |
| Zapisani na listach wyborczych             | Zapisani na listach wyborczych             | 46 028 542                                 | 46 028 542                                 |                                            |                                            |                                            |                                            |                                            |                                            |
| Głosujący                                  | Głosujący                                  | 36 584 399                                 | 36 584 399                                 | 79,48%                                     | 79,48%                                     |                                            |                                            |                                            |                                            |
| głosy ważne                                | głosy ważne                                | 35 883 209                                 | 35 883 209                                 | 77,96%                                     | 77,96%                                     | 98,08%                                     | 98,08%                                     |                                            |                                            |
| głosy nieważne                             | głosy nieważne                             | 701 190                                    | 701 190                                    | 1,52%                                      | 1,52%                                      | 1,92%                                      | 1,92%                                      |                                            |                                            |
| Niegłosujący                               | Niegłosujący                               | 9 444 143                                  | 9 444 143                                  | 20,52%                                     | 20,52%                                     |                                            |                                            |                                            |                                            |
|                                            |                                            |                                            |                                            |                                            |                                            |                                            |                                            |                                            |                                            |
| Wyniki kandydatów                          |                                            |                                            |                                            |                                            |                                            |                                            |                                            |                                            |                                            |
| Nathalie Arthaud                           | Philippe Poutou                            | Jean-Luc Mélenchon                         | Eva Joly                                   | François Hollande                          | Jacques Cheminade                          | François Bayrou                            | Nicolas Sarkozy                            | Nicolas Dupont-Aignan                      | Marine Le Pen                              |
| LO                                         | NPA                                        | FG                                         | EELV                                       | PS                                         | S&P                                        | MoDem                                      | UMP-NC                                     | DLR                                        | FN                                         |
| 202 548 głosów                             | 411 160 głosów                             | 3 984 822 głosy                            | 828 345 głosów                             | 10 272 705 głosów                          | 89 545 głosów                              | 3 275 122 głosy                            | 9 753 629 głosów                           | 643 907 głosów                             | 6 421 426 głosów                           |
| 0,56%                                      | 1,15%                                      | 11,10%                                     | 2,31%                                      | 28,63%                                     | 0,25%                                      | 9,13%                                      | 27,18%                                     | 1,79%                                      | 17,90%                                     |

### II tura wyborów
| Wybory prezydenckie we Francji w 2012 roku | Wybory prezydenckie we Francji w 2012 roku | Wybory prezydenckie we Francji w 2012 roku | Wybory prezydenckie we Francji w 2012 roku | Wybory prezydenckie we Francji w 2012 roku | Wybory prezydenckie we Francji w 2012 roku | Wybory prezydenckie we Francji w 2012 roku | Wybory prezydenckie we Francji w 2012 roku | Wybory prezydenckie we Francji w 2012 roku | Wybory prezydenckie we Francji w 2012 roku |
| ------------------------------------------ | ------------------------------------------ | ------------------------------------------ | ------------------------------------------ | ------------------------------------------ | ------------------------------------------ | ------------------------------------------ | ------------------------------------------ | ------------------------------------------ | ------------------------------------------ |
|                                            |                                            |                                            |                                            |                                            |                                            |                                            |                                            |                                            |                                            |
|                                            |                                            | Liczba                                     | Liczba                                     | % zapisanych                               | % zapisanych                               | % głosujących                              | % głosujących                              |                                            |                                            |
| Zapisani na listach wyborczych             | Zapisani na listach wyborczych             | 46 066 307                                 | 46 066 307                                 |                                            |                                            |                                            |                                            |                                            |                                            |
| Głosujący                                  | Głosujący                                  | 37 016 309                                 | 37 016 309                                 | 80,35%                                     | 80,35%                                     |                                            |                                            |                                            |                                            |
| głosy ważne                                | głosy ważne                                | 34 861 353                                 | 34 861 353                                 | 75,68%                                     | 75,68%                                     | 94,20%                                     | 94,20%                                     |                                            |                                            |
| głosy nieważne                             | głosy nieważne                             | 2 154 956                                  | 2 154 956                                  | 4,68%                                      | 4,68%                                      | 5,80%                                      | 5,80%                                      |                                            |                                            |
| Niegłosujący                               | Niegłosujący                               | 9 049 998                                  | 9 049 998                                  | 19,65%                                     | 19,65%                                     |                                            |                                            |                                            |                                            |
|                                            |                                            |                                            |                                            |                                            |                                            |                                            |                                            |                                            |                                            |
| Wyniki kandydatów                          |                                            |                                            |                                            |                                            |                                            |                                            |                                            |                                            |                                            |
| François Hollande                          | Nicolas Sarkozy                            |                                            |                                            |                                            |                                            |                                            |                                            |                                            |                                            |
| PS                                         | UMP-NC                                     |                                            |                                            |                                            |                                            |                                            |                                            |                                            |                                            |
| 18 000 668 głosów                          | 16 860 685 głosów                          |                                            |                                            |                                            |                                            |                                            |                                            |                                            |                                            |
| 51,64%                                     | 48,36%                                     |                                            |                                            |                                            |                                            |                                            |                                            |                                            |                                            |